# Stenstaden (arkitektur)

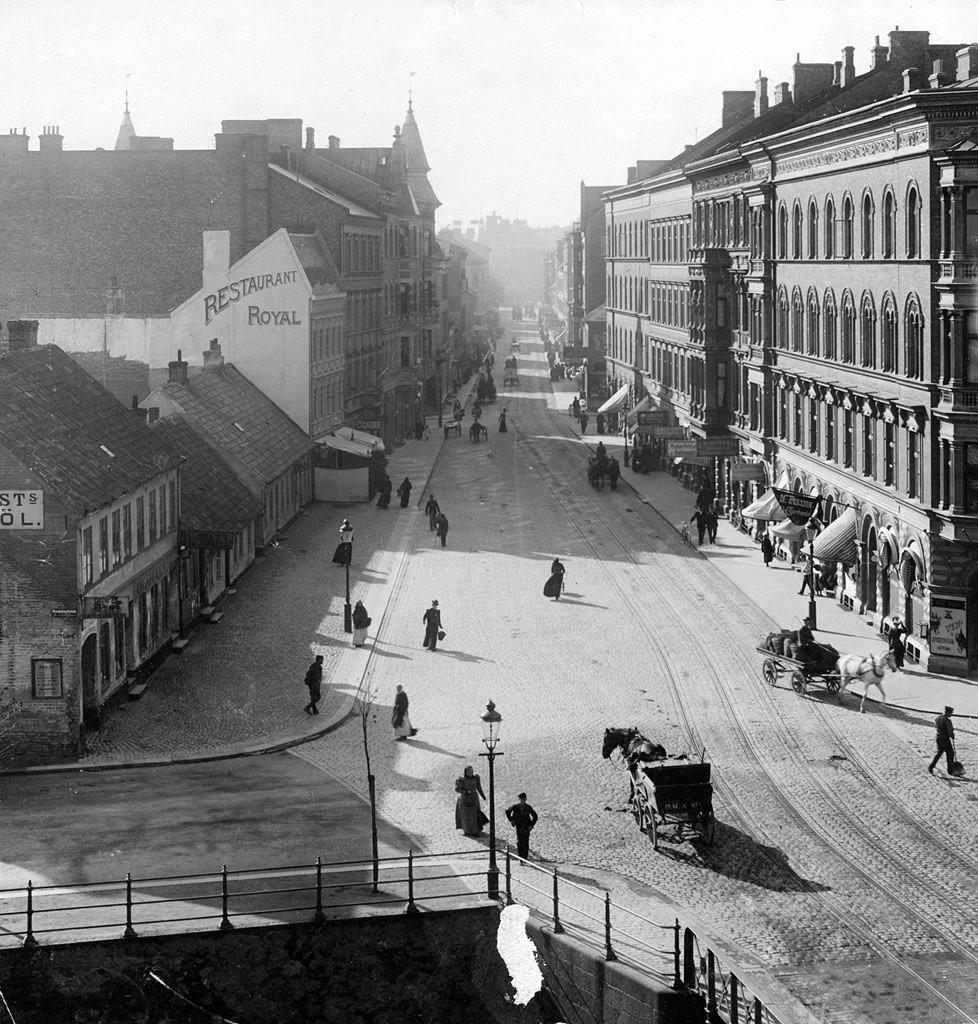
Södra Förstadsgatan i Malmö på 1890-talet.

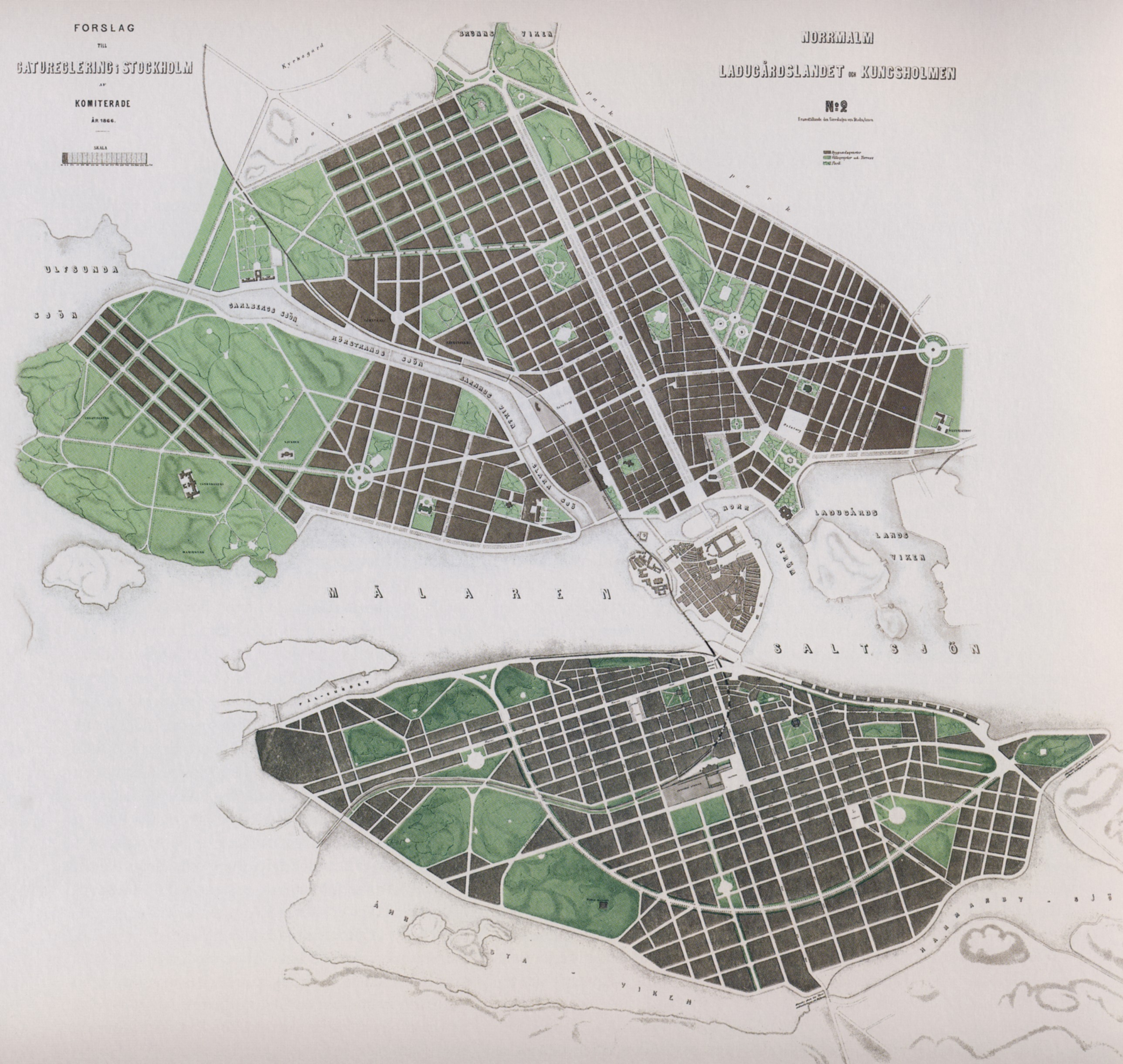
Lindhagens generalplan för Stockholm 1866.

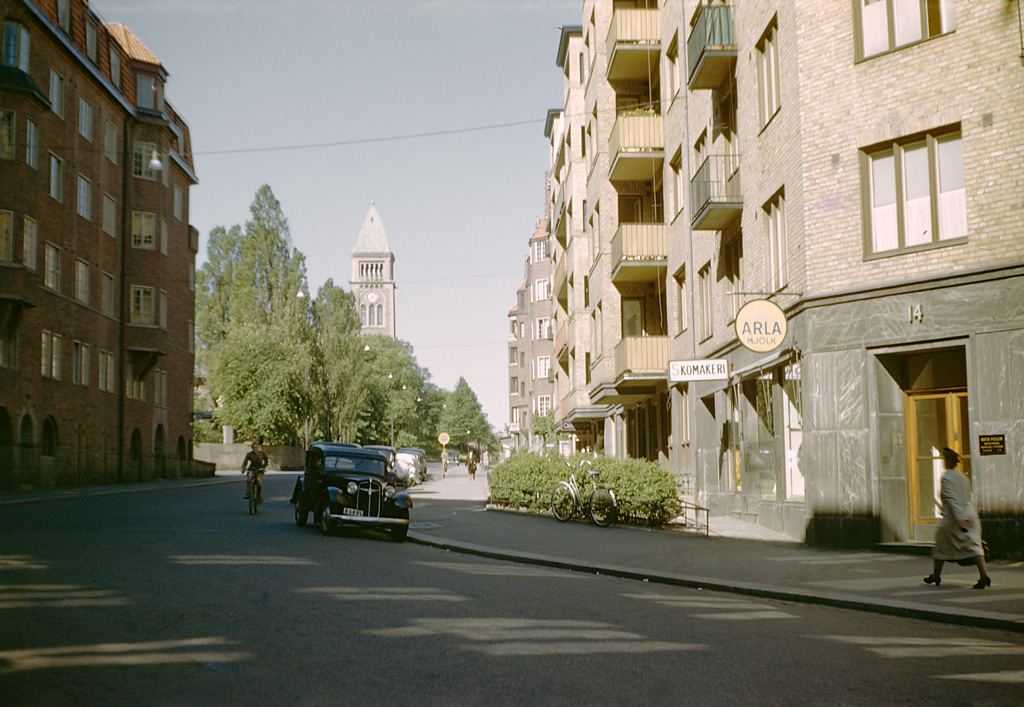
Stenstadskvarter med hus från första hälften av 1900-talet. Geijersgatan i Göteborg, 1948.

Stenstaden, eller kvartersstaden, är ett svenskt begrepp för den stadsmiljö med flervånings sten- och tegelhus anlagda i kvarter som växte fram i europeiska städer under 1800-talets senare del. Det var under industrialismens expansiva tid då inflyttningen till städerna var betydande, och då stora stadsplaner i rutnätsmönster med kvarter formade av rätvinklade gator och avenyer genomfördes. I Sverige finns stenstadsområden i alla större städer, däribland Stockholm, Göteborg, Malmö, Helsingborg och Sundsvall.

## Historik
Under 1800-talet, under den samhällsomvandling som kallas industrialismen, växte städerna i Europa enormt. Det medförde att även byggsektorn växte; byggobjekten  blev fler och större - hyreskaserner, borgarpalats, skolor, sjukhus, rådhus, bankpalats, hotell, järnvägsstationer och fabriker. Nu ersattes också adeln av penningstarka borgare som uppdragsgivare. I den klassiska liberalismens anda avvecklades även flertalet regleringar och vem som helst kunde etablera sig i byggbranschen. Under 1800-talets senare del och fram till första världskriget bebyggdes nu utanför och runt de gamla stadskärnorna stora arealer med sten- och tegelbyggnader i kvartersmiljö. 
Av avgörande betydelse för stenstadens framväxt var de nya stadsplaner med kvarter i rutnätsmönster som infördes. Stadsplanerna byggde på en klassicistisk tradition med rätvinkliga kvarter inordnade i ett storskaligt system av gatuaxlar och stjärnformiga platsbildningar där boulevarder möttes. Det förenade tidens krav på en representativ stadsbild med plats för ökande trafik, förbättrad hygien genom luftväxling och ljus samt skydd mot stadsbränder. I Wien revs stadsmuren åren kring 1860 och ersattes av den monumentala boulevarden Ringstrasse. Georges-Eugène Haussmann utarbetade sin plan för Paris mellan 1853 och 1870, och Hobrechts översiktsplan för Berlin lades fram 1862. 
Dessa planer influerade arbetet med stadsplaner i Sverige. Albert Lindhagen hade studerat planerna för Paris och Berlin när han utarbetade Lindhagenplanen för Stockholm 1866 och det hade även stadsingenjör George Gustafsson gjort när han ritade stadsplaneförslaget för Rörsjöstaden i Malmö 1872. Lindhagen gjorde även på regeringens uppdrag en allmän byggnadsstadga för hela riket som började gälla 1874. Den innehöll "bestämmelser i avseende på byggnadssätt och tomtreglering, varigenom prydlighet, renlighet, luftväxling och säkerhet kunde vinnas". Byggnadsstadgan har gett bestående avtryck i svenska städer genom bestämda gatubredder och maximerade hushöjder.
Stenstaden präglar idag innerstaden i de flesta europeiska städer. Det bör dock påpekas att begreppet i sig saknas i många andra språk.

Stenstaden växer fram
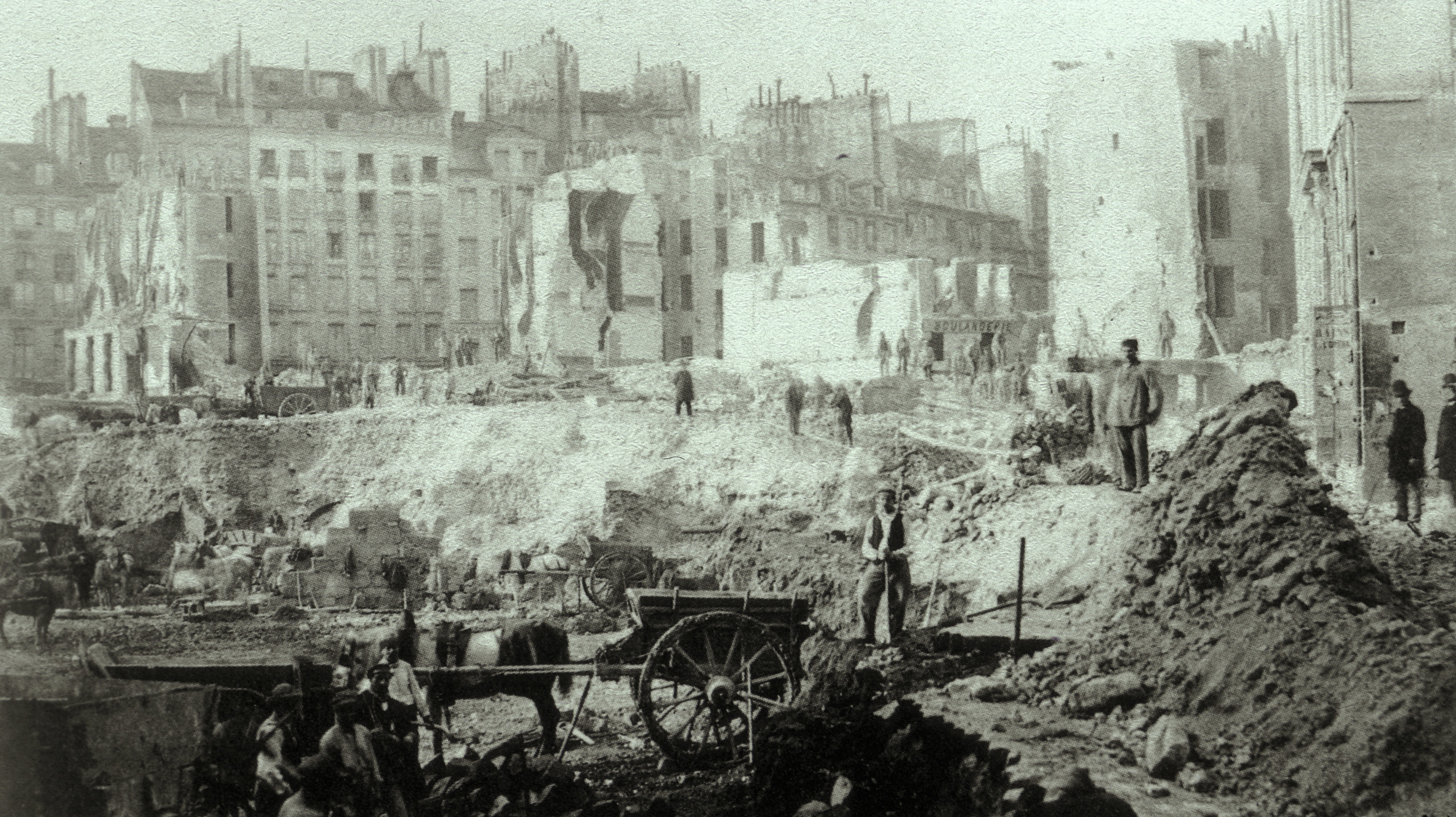
Rivningsarbeten för dragningen av Avenue de l'Opéra i Paris enligt Haussmanns plan. Foto cirka 1870.
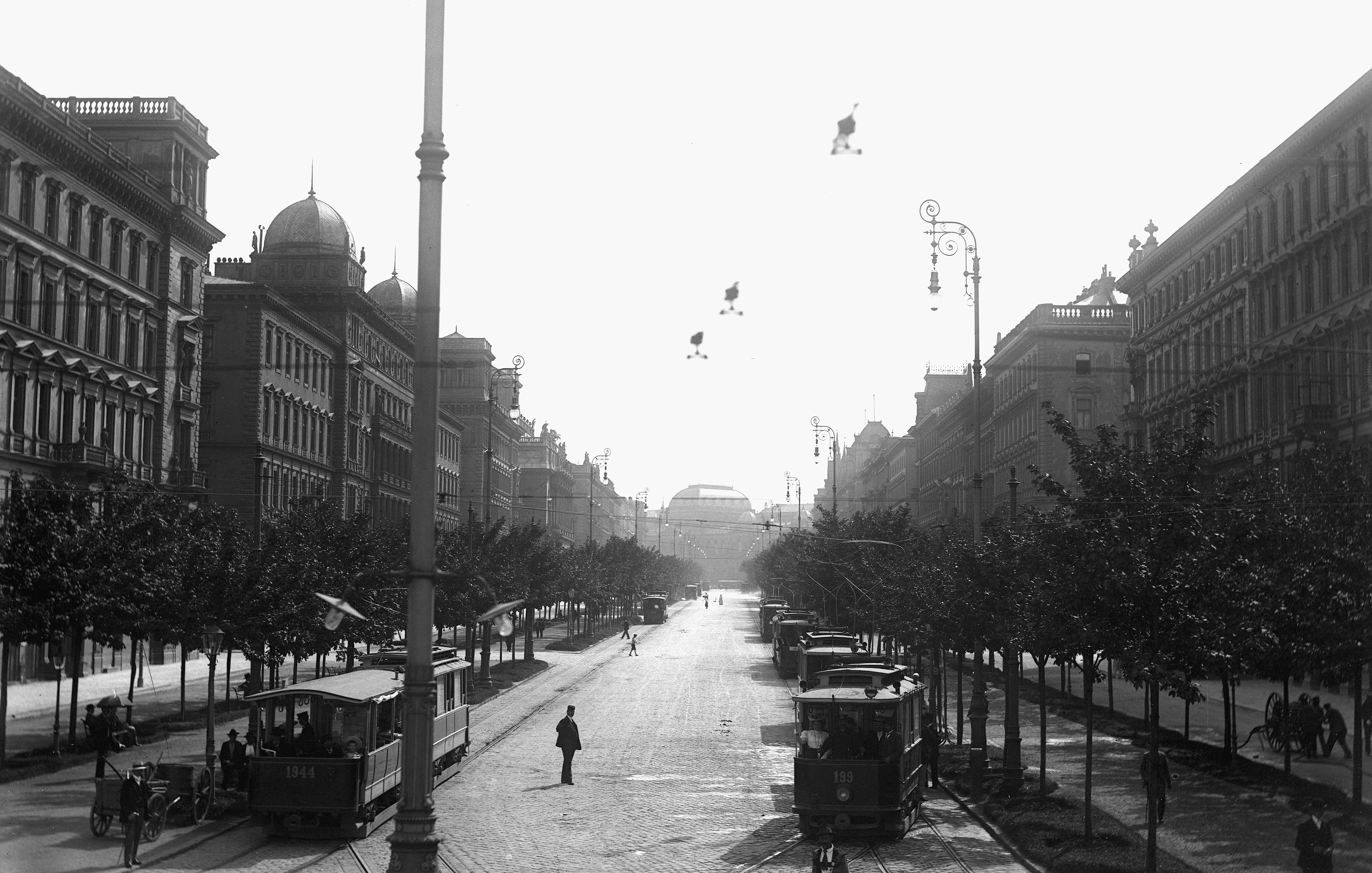
Boulevarden Schottenring, en del av Ringstrasse i Wien. Foto cirka 1905.
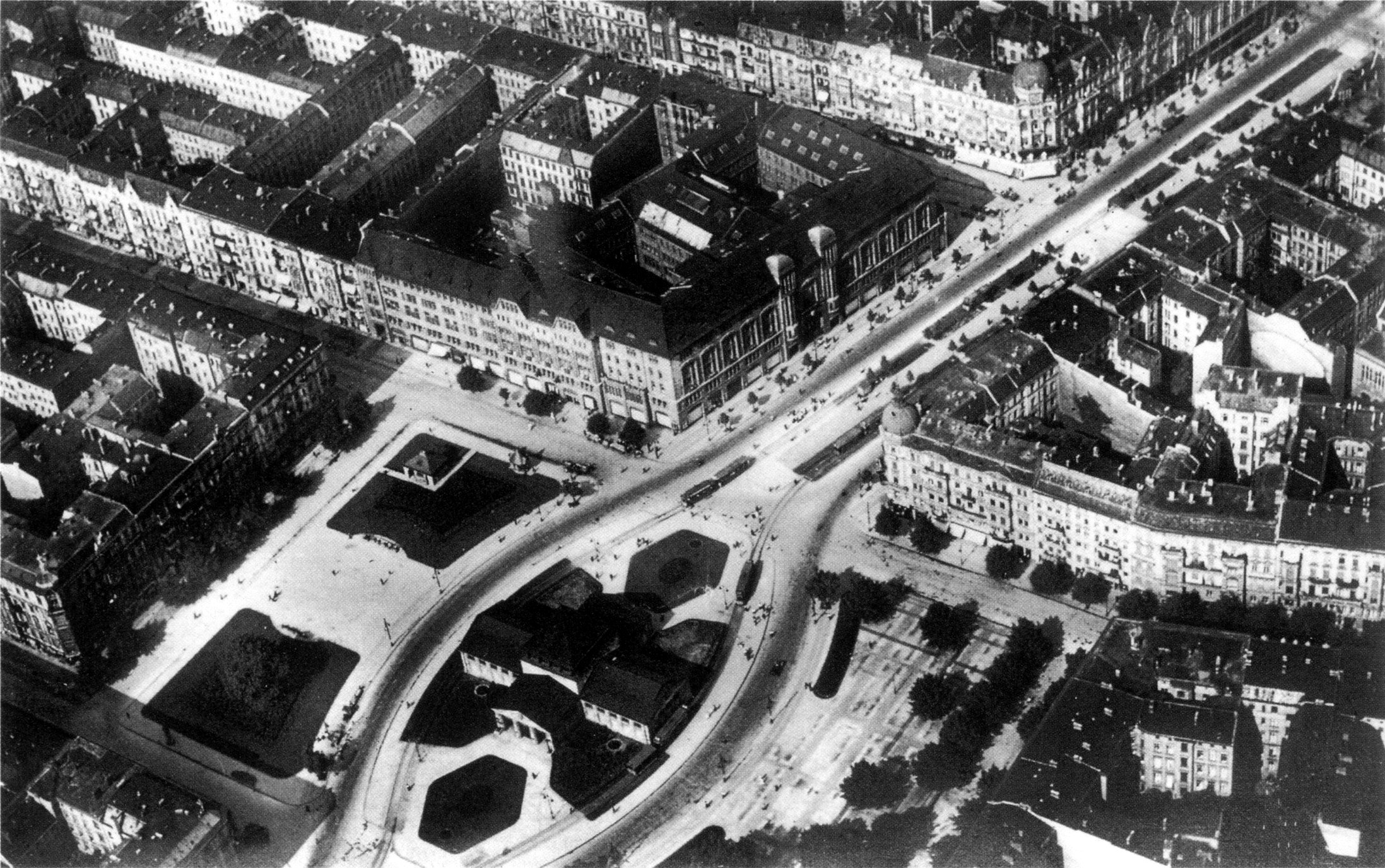
Kvarter vid Wittenbergplatz och Tauentzienstrasse i Berlin. Foto 1920.

## Begreppet "stenstaden" i Sverige
Begreppet stenstaden började användas i Sverige i början av 1900-talet. I SAOB definieras stenstaden som ett område i en stad med sammanhängande bebyggelse av sten- och tegelhus.

### Stockholm
I Stockholms byggnadsordning från 1997 beskrivs stenstaden som den sten- och tegelbebyggelse som under slutet av 1800-talet uppfördes i ett rutnätsindelat stadsplanemönster. ”Planmönstret karakteriseras av slutna jämnhöga kvarter i fem våningar med cirka 18 meter breda gator i ett rätvinkligt gatunät, som bryts av långa esplanader och boulevarder samt torg och parker. De ordnade gatufasaderna står i stark kontrast till den oreglerade enkla gårdsbebyggelsen som kunde anta olika former på varje fastighet." . I praktiken tolkades 1874 års byggnadsstadga lite annorlunda, där boningshus i sten, som enligt byggnadsstadgan fick ha högst 5 våningar och vägens bredd i hushöjd, tolkades som så att 5 våningar avsåg bostadsvåningar, varför man kunde addera en affärsvåning i botten, en souterrängvåning, där markförhållandena tillät, en indragen vindsvåning ovanför taklisten för kontor och med rätt eldstadskonstruktion, husbredd och arkitektoniska torn och takkonstruktioner i godtagen avvikelse från 45-gradersregeln, två våningar till. Inte heller blev alla kvarter särskilt jämnhöga även om den arkitektoniska nivån ofta var mycket hög. Ett exempel på sådana avvikelser från 1874 års byggnadsstadga är Hotel Diplomat.